# Ebbe Bring
Ebbe Bring, född 30 december 1733 i Brönnestads socken, död 17 januari 1804 i Malmö, var en svensk präst och riksdagsman.

## Biografi
Ebbe Bring var son till kyrkoherden i Brönnestad Olof Ebbesson Bring (1702–1747) och Elsa Catharina Collin, brorson till Sven Lagerbring och farbror till Gustaf Olof Lagerbring. Sedan han 1757 blivit magister, blev han docent vid filosofiska fakulteten i Lund och undervisade i naturalhistoria. 1766 blev han kallad till tjänst i hemsocknen Brönnestad, där han 1760 blev kyrkoherde, och 1788 prost över Västra Göinge härad, för att 1791 överflytta till Malmö som kyrkoherde vid S:t Petri församling, för att 1796 bli prost för Oxie härad. 1801 blev han ledamot av Nordstjerneorden.
Bring var riksdagsman 1792.
Hustrun Maria Chatarina Hallström var dotter till hans företrädare i Brönnestad. Sonen Sven Håkan Bring var medicine doktor och assessor och far till Ebbe Gustaf Bring. Några andra av hans namnkunniga ättlingar är Samuel Ebbe Bring, Sven Libert Bring, och Johan Christofer Bring samt Carl Magnus Skytte.